# Jacques Vivier
Pour les articles homonymes, voir Vivier (homonymie).
Jacques Vivier, né le 9 octobre 1930 à Sainte-Croix-de-Mareuil et mort le 27 septembre 2021 à Ribérac,, est un coureur cycliste français.

## Biographie
Vainqueur de la première édition de la Route de France en 1951, il devient professionnel l'année suivante et le reste jusqu'en 1957. Il remporte deux étapes du Tour de France, en 1952 à Limoges devant Wim Van Est et Georges Decaux et en 1954 à Vannes. Lors de Paris-Nice, il s'adjuge le classement du meilleur grimpeur. En 1953, il termine deuxième du Bol d'or des Monédières derrière Fausto Coppi.
En 1958, il abandonne le cyclisme et devient marchand de noyers, puis négociant en bois.

## Palmarès et résultats

### Palmarès par année
- 1950
  - Champion du Limousin
- 1951
  -  Champion de France militaires
  - Circuit du Cantal
  - Route de France :
    - Classement général
    - 2e étape
- 1952
  - 20e étape du Tour de France
  - 2e du Grand Prix de Marmignolles
- 1953
  - 2e du Bol d'or des Monédières
- 1954
  - 7e étape du Tour de France
- 1956
  - 3e du Tour de l'Ariège

### Résultats sur les grands tours

#### Tour de France
5 participations
- 1952 : 49e, vainqueur de la 20e étape
- 1953 : abandon (12e étape)
- 1954 : 40e, vainqueur de la 7e étape
- 1955 : abandon (5e étape)
- 1956 : abandon (17e étape)

#### Tour d'Italie
1 participation
- 1953 : abandon

#### Tour d'Espagne
1 participation
- 1955 : abandon (15e étape)